# Скочиленко Олександра Юріївна
Олександра Юріївна Скочиленко (нар. 13 вересня 1990, Ленінград) — російська художниця, музикантка, поетеса, колишня співробітниця інтернет-видання «Папір», пацифістка та політична ув'язнена.
Була затримана 11 квітня 2022 року за антивоєнну агітацію, їй ставився в провину 207.3 частина 2 КК РФ про «поширення свідомо хибної інформації про збройні сили РФ», покарання передбачає до 10 років позбавлення волі. У червні 2022 року міжнародна правозахисна організація Amnesty International оголосила Скочиленка в'язнем совісті, правозахисний центр «Меморіал» визнав її політичною ув'язненою, а ВВС внесло Олександру до списку 100 надихаючих та впливових жінок з усього світу за 2022 рік.
16 листопада 2023 року Василеостровський районний суд Санкт-Петербурга засудив Олександру до 7 років позбавлення волі за «законом про фейки» за заміну цінників у продуктовому магазині на антивоєнні листівки з інформацією про загиблих мирних жителів під час вторгнення Росії в Україну.
Звільнена у липні 2024 року в рамках обміну з Заходом.
Активісткою ЛГБТ стала у 2012 році.
Саме тоді Олександра Скочиленко та бі-активістка Анна Пруцкова, 1991 року народження, створили інтернет-спільноту під назвою «Bisexuality // Бисексуальность». Анна Пруцкова згодом утворила ГО «Подвесной университет» ліберального напрямку.
Спочатку позиціонувала себе, як бісексуалка. Але вже у 2013 році заявила, що є лесбійкою..
У вересні 2023 року в акціях на пдтримку Скочиленко брала участь її партнерка Софія Субботіна, яка зазнала отруєння сльозоточивим газом..